# Perdicula asiatica
A Perdicula asiatica é uma espécie de codorna da família Phasianidae. É nativa do subcontinente indiano, onde é encontrada na Índia peninsular e no Sri Lanka. Também foi encontrada no Nepal, mas não é vista lá desde o século XIX, e existe uma população introduzida na ilha de Reunião. Uma espécie pequena de codorna, com 15-18 cm de comprimento e pesando 57-82 g, apresenta dimorfismo sexual significativo. Os machos têm a parte superior amarelo-couro com marcações pretas e lustrosas e a parte inferior esbranquiçada com barras pretas. A face é predominantemente marrom-avermelhada escura, com auriculares marrons, uma estria malar branco-amarronzada e o supercílio tornando-se esbranquiçado na parte de trás do pescoço. As fêmeas têm um padrão semelhante, mas com partes inferiores marrom-rosadas, asas mais uniformes e estrias malares mais opacas.
A espécie habita áreas secas com cobertura arbustiva ou rochosa em uma variedade de habitats. Alimenta-se de sementes e pequenos insetos, geralmente em pequenos grupos de 6 a 25 aves. A reprodução começa no final das chuvas e dura até o final da estação fria, com o tempo exato variando em sua área de distribuição. O ninho é feito em raspagens rasas na cobertura e põe ninhadas de 4 a 8 ovos. A incubação é feita somente pela fêmea. A União Internacional para a Conservação da Natureza considera a Perdicula asiatica como uma espécie de pouco preocupante devido à sua ampla distribuição e população estável.

## Taxonomia e sistemática
A Perdicula asiatica foi originalmente descrita como Perdix asiatica por John Latham em 1790, com base em espécimes da “região de Mahratta”, e foi transferida para o gênero Perdicula [en], do qual é a espécie-tipo, por Brian Hodgson em 1837. O nome genérico Perdicula é um diminutivo do latim moderno do gênero Perdix e significa “perdiz pequena”. O epíteto específico asiatica vem do latim asiaticus, que significa asiático. Jungle bush quail é o nome comum oficial designado pela International Ornithologists' Union.

### Subespécies
Existem cinco subespécies reconhecidas:
- P. a. asiatica (Latham, 1790): Subespécie nominotípica é encontrada no norte e no centro da Índia.[5]

- P. a. vidali Whistler & Kinnear, 1936: Encontrada no sudoeste da Índia, tem as partes superiores mais avermelhadas do que a subespécie nominotípica, especialmente na parte superior da cabeça, e tem uma barreira mais larga nas partes inferiores nos machos.[6]

- P. a. ceylonensis Whistler & Kinnear, 1936: Encontrada no Sri Lanka. Suas partes superiores e garganta são muito mais escuras do que as de outras subespécies e suas partes inferiores contrastam menos com as partes superiores.[6]

- P. a. punjaubi Whistler, 1939: Encontrada no noroeste da Índia, é mais pálida do que a subespécie nominotípica, com partes superiores mais arenosas e marcas pretas menos perceptíveis.[6]

- P. a. vellorei Abdulali & Reuben, 1965: Found in south India.[5]

## Descrição
A Perdicula asiatica é uma espécie pequena de codorna, com 15 a 18 cm de comprimento e pesando de 57 a 82 g. Os machos adultos têm manto, dorso, coberteiras secundárias e asas marrom-escuros, com estrias lustrosas e manchas marrom-escuras. O peito, os flancos e a parte superior da barriga são esbranquiçados com uma estreita barreira preta, enquanto a parte inferior da barriga e as coberturas inferiores da cauda são de cor marrom-avermelhada. A testa, o loro e o supercílio são marrom-avermelhados escuros, com o supercílio tornando-se branco-amarelado atrás dos olhos em direção à nuca. O topo da cabeça e a parte de trás do pescoço são marrom-avermelhados escuros com manchas marrom-escuras, enquanto as auriculares são marrom-escuras. O queixo e a garganta também são marrom-avermelhados escuros e são separados das auriculares por uma estria malar branco-amarelada.
A espécie apresenta dimorfismo sexual significativo, com as fêmeas apresentando partes inferiores marrom-rosadas opacas, asas mais uniformes e menos barradas, com menos manchas e estrias malares mais opacas. Algumas fêmeas mais velhas podem desenvolver uma barreira pálida no peito. Os juvenis são semelhantes à fêmea, mas têm listras esbranquiçadas na lateral da cabeça, na garganta e no peito. As partes superiores têm mais marcas e as caudas são manchadas e barradas. Os machos desenvolvem barrigas nas partes inferiores durante o primeiro inverno, por volta dos três meses. O bico é enegrecido nos machos adultos e cinza-acastanhado opaco em todas as outras plumagens. As pernas são rosadas a vermelho-escuro e são mais avermelhadas nos machos. A íris é marrom-clara a alaranjada.
É improvável que a Perdicula asiatica seja confundida com as codornas Turnix ou Coturnix, mas ela pode ser confundida com a codorniz-das-rochas. A última espécie é menos dimórfica sexualmente e difere no padrão da faixa ocular, que é mais curta e mais branca, e na garganta, que é branco-avermelhada com uma estria malar branca.

### Vocalizações
O canto de anúncio da Perdicula asiatica é um som áspero e rítmico de "tchi-tchi-tchuk, tchi-tchi-tchuk", semelhante ao canto de um drongo-real em disputa. Quando os bandos se separam, eles se reúnem usando um "tiri-tiri-tiri" baixo e assobiante ou "uí-uí-uí-uí-uí". Os grupos também podem emitir notas estrondosas ou rangentes que se transformam em um frenesi. Outros cantos incluem um som baixo de risada quando espantados e notas ásperas emitidas como um alarme [en].

## Distribuição e habitat
A Perdicula asiatica é nativa do subcontinente indiano, onde é encontrada em toda a Índia peninsular ao norte de Guzarete, Orissa e no sopé da Caxemira, assim como no Sri Lanka. Também foi relatada no Nepal, mas não foi registrada lá desde o século XIX. Foi introduzida na Ilha da Reunião por volta de 1850 e em Maurícia por volta de 1860, mas a espécie está extinta localmente na última ilha.
Ela habita áreas secas com cobertura arbustiva ou rochosa, em habitats que variam de pastagens finas a densas florestas decíduas. É encontrado em altitudes de até 1.200 m, mas em altitudes de até 1.500 m nos Gates Ocidentais e no sul da Índia. Em geral, não é migratório, mas possivelmente é um migrante no Nepal.

## Comportamento e ecologia
A Perdicula asiatica é normalmente vista em grupos de 6 a 25 aves (chamados de bandos) enquanto tomam banho de poeira em trilhas ou procuram alimentos em pastagens. As codornas caminham por trilhas bem percorridas para beber de manhã e à noite e, ao fazê-lo, criam trilhas semelhantes a túneis na grama alta. A espécie prefere caminhar ou fugir do perigo em potencial e só voa em último caso. Quando alarmados, os bandos se sentam na base de um arbusto antes de voar explosivamente em diferentes direções. Após um curto período, eles começam a correr e se reagrupam, reunindo-se em direção aos chamados uns dos outros. O empoleiramento ocorre no solo.

### Alimentação
A Perdicula asiatica se alimenta de sementes, como as de grama, ervas daninhas, grama e painço, além de pequenos insetos, como cupins e suas larvas.

### Reprodução
A estação de reprodução da Perdicula asiatica começa com o fim das chuvas e vai até o fim da estação fria, com o período exato variando: de janeiro a março em Carnataca, de outubro a março no planalto de Decão, de agosto a abril na Índia central e de março a abril no leste da Índia central e no Sri Lanka. Na Ilha da Reunião, a reprodução ocorre em novembro.
A espécie é aparentemente monogâmica. Os ninhos são raspados, rasos e forrados de grama, localizados em uma cobertura na base da grama. As ninhadas podem conter de 4 a 8 ovos, mas têm geralmente de 5 a 6. Os ovos são de cor branca cremosa a pálida e medem 24 mm-28,4 mm × 18,4 mm-22 mm. A incubação leva de 16 a 18 dias na natureza e de 21 a 22 dias em cativeiro, e é feita somente pela fêmea. Depois que os ovos eclodem, o macho ajuda a proteger e criar os filhotes.

### Parasitas e patógenos
Observou-se que a espécie foi parasitada pelo nematoide Primasubulura alata. Também foi registrada a infecção pelo patógeno fúngico [en] Alternaria alternata [en] em abril.

### Em pesquisas
A Perdicula asiatica foi usada em experimentos sobre o efeito da melatonina na imunidade e na reprodução, o efeito do ambiente na glândula pineal, nas glândulas suprarrenais e nas gônadas, a variação diária nos receptores de melatonina e androgênio [en] durante a estação reprodutiva, e a imunidade associada aos pulmões.

## Situação
A Perdicula asiatica está listada como de menor preocupação pela União Internacional para a Conservação da Natureza (IUCN) na Lista Vermelha da IUCN, devido à sua ampla distribuição e população estável. Em geral, é comum em toda a Índia, embora seja relatada como incomum em Querala e localmente extinta em partes de Guzerate e em Uttara Kannada [en], Carnataca. No Sri Lanka, era supostamente comum até a década de 1950, mas agora é apenas localmente abundante nas colinas da província de Uva. Não há relatos de sua presença no Nepal desde o século XIX, e os relatos de lá e de Cachar [en], em Assão, podem estar incorretos. A população introduzida em Reunião está em declínio, mas ainda é localmente comum, enquanto a de Maurícia está extinta. A Perdicula asiatica é caçada para alimentação em regiões rurais.